# Mikael Tillström
Mikael Tillström, född 5 mars 1972 i Jönköping, är en tidigare professionell tennisspelare och nuvarande tenniscoach. 
Mikael Tillström representerade Sverige i olympiska sommarspelen 2000 i Sydney. Där förlorade han i tredje omgången mot Roger Federer. Tillström vann en singeltitel i sin karriär: 1997 i Chennai Open. Utöver det har han åtta dubbeltitlar. Sju av dessa vann han med svensken Nicklas Kulti. Tillströms högsta ATP-ranking var 39:a den 14 oktober 1996. I dubbel var Mikael Tillström som bäst rankad nummer 15. 
Mikael Tillström har efter sin aktiva karriär varit verksam som tränare, bland annat till Andreas Vinciguerra 2002–2004, till Magnus Norman 2003 och till Thomas Enqvist 2004–2005. Han var även tränare för Grigor Dimitrov under åren 2012–2013. Från och med 2023 tränar han Gaël Monfils, som han tränade även 2015–2020.
Tillström driver  Good to Great Tennis Academy tillsammans med Magnus Norman och Nicklas Kulti.

## Privatliv
Mikaels pappa Björn Tillström spelade division 1-handboll i IF Hallby.
Förutom en son så hade Tillströms farmor även två handbollsspelande bröder, Karl Fridlundh som vann SM-guld i handboll 1952 och 1953 med IFK Kristianstad, och Einar Fridlundh som var spelande tränare i IFK Skövde.